# Постфемінізм

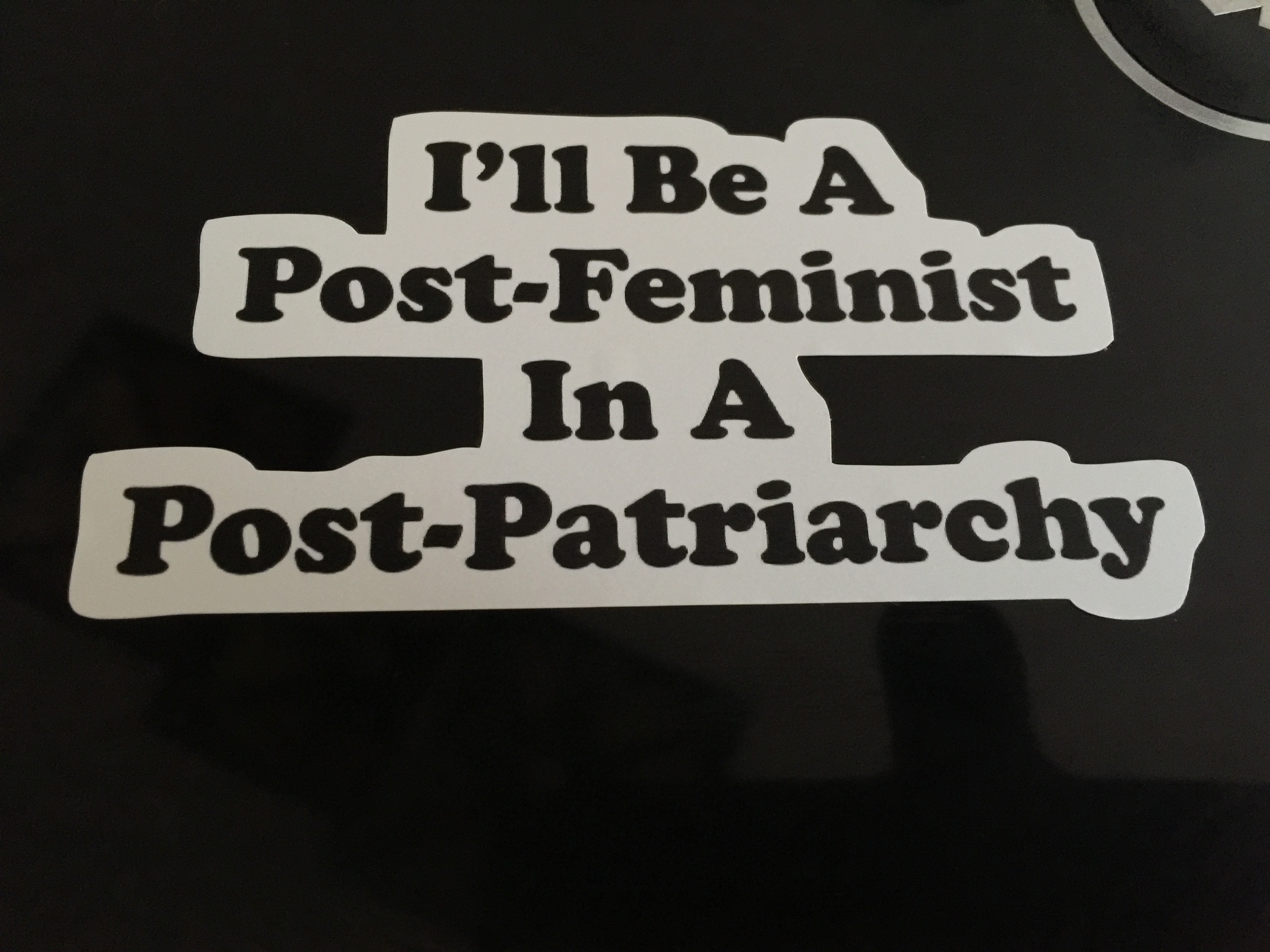
Слоган Я буду постфеміністкою у постпатріархаті

Постфемінізм (англ. postfeminism, також post-feminism) — реакція на суперечності і недоліки фемінізму, особливо другої та третьої хвиль, переосмислення феміністської методології. Іноді його плутають з четвертою хвилею фемінізму та кольоровим фемінізмом (women of color feminism).
Термін з'явився в Європі на початку 1990-х років. Постфемінізм можна вважати критичним способом розуміння нових відносин між фемінізмом, народною культурою і жіночністю. Іноді постфемінізм називають новим фемінізмом або постмодерним фемінізмом.
Яскравими представницями постфемінізму є Камілла Палья, Амелія Джонс, Софія Фока (англ. Sophia Phoca) та Ребека Райт (англ. Rebecca Wright); дві останні є авторками книги Introducing postfeminism.